# 源村 (鳥取県)
源村（みなもとそん）は、鳥取県東伯郡にあった村。現在の東伯郡三朝町の一部にあたる。

## 地理
天神川の上流域に位置していた。
- 河川：大谷川[3]、田代川[4]
- 山岳：若杉山[3]

## 歴史
- 1889年（明治22年）10月1日、町村制の施行により、河村郡大谷村、下畑村、田代村が合併して村制施行し、源村が発足[1][2]。旧村名を継承した大谷、下畑、田代の3大字を編成[2]。河村郡西竹田村、東竹田村と組合村を結成し、組合村役場を東竹田村大字穴鴨に設置[5]。
- 1896年（明治29年）4月1日、郡の統合により東伯郡に所属[2]。
- 1897年（明治30年）大字田代に167町歩余の牧場を開設[2]。
- 1911年（明治44年）1月1日、東伯郡西竹田村、東竹田村と合併し、竹田村を新設して廃止[1][2]。合併後、竹田村大字大谷・下畑・田代となる[2]。

### 地名の由来
当地は天神川奥部に位置し、最も開拓が古い土地との伝説から、村の発祥地との意味で名付けられた。

## 産業
- 農業、畜産[2]、林業[6]
- 産物：米[6]、薪[6]、炭[6]、和牛[2]

## 教育
- 1876年（明治9年）穴鴨小学校下畑分校開設[6]、同小学校田代分校開設[4]。